# Ryan S. Jhun
Jhun Se-won (hangul: 전세원; nascido em 28 de fevereiro de 1979) mais conhecido profissionalmente como Ryan S. Jhun (hangul: 라이언 전) é um compositor e produtor musical sul-coreano. Jhun é conhecido por seu trabalho com diversos  solistas e grupos de ídolos de K-pop, além de músicas para os programas de audição Produce 101 e My Teenage Girl.
Jhun também fundou e tornou-se diretor executivo da empresa de produção e publicação musical Marcan Entertainment. Além de ser CEO da Ateam Entertainment, onde produziu para as gravadoras dos grupos VAV e Bugaboo.

## Antecedentes e carreira
Jhun nasceu na Coreia do Sul em 28 de fevereiro de 1979. Aos dez anos de idade, ele mudou-se para Nova Iorque nos Estados Unidos, onde começou a se interessar-se por música. Jhun fez um teste para ingressar na SM Entertainment para o que viria a se tornar a boy band Shinhwa, no entanto, ele foi desencorajado por seus pais. Mais tarde, ele viajou de volta para a Coreia do Sul para enviar suas demos para a indústria musical do país. Sua primeira canção lançada foi "Chitty Chitty Bang Bang", que integrou o álbum H-Logic (2010) da cantora Lee Hyori, enquanto que sua primeira faixa criada para estar a disposição de uma agência foi "Lucifer", o qual integrou o álbum de mesmo nome do grupo Shinee. Jhun é conhecido por seu estilo musical para diferentes audiências, com sua produção incorporando elementos da world music. Ele também co-fundou as equipes de composição e produção Marcan Entertainment e Musikade, e colabora regularmente com Denzil Remedios, LDN Noise e Dem Jointz.
Ademais, Jhun é o diretor executivo da Ateam Entertainment, tendo se juntado em 2017, a fim de produzir material para o grupo masculino VAV. Em 2021, ele estreou seu primeiro grupo feminino, Bugaboo, sob a Ateam.

## Discografia

### Como artista principal
| Título        | Ano  | Artista(s)                               | Álbum                    | Ref.  |
| ------------- | ---- | ---------------------------------------- | ------------------------ | ----- |
| "Maniac"      | 2021 | NCT U (Doyoung & Haechan)                | Maxis by Ryan Jhun Pt. 1 | [ 4 ] |
| "Not Friends" | 2021 | Loona (HeeJin, Kim Lip, JinSoul, & Yves) | Maxis by Ryan Jhun Pt. 2 | [ 5 ] |

### Principais trabalhos como compositor/produtor
- "Lucifer" (2010) para Shinee[1]
- "Chitty Chitty Bang Bang" (2010) para Lee Hyori[1]
- "View" (2015) para Shinee[1]
- "You Think" (2015) para Girls' Generation[1]
- "I" (2015) para Taeyeon[1]
- "Dumb Dumb" (2015) para Red Velvet[1]
- "Love Me Right" (2015) para Exo[1]
- "Crush" (2016) para I.O.I[6]
- "Apple Pie" (2016) para Fiestar[1]
- "It's Me (Pick Me)" (2017) para Produce 101 Season 2 Trainees[2]
- "Boom" (2019) para NCT Dream[2]
- "Obsession" (2019) para Exo[2]
- "Celebrity" (2021) para IU[7]
- "bugAboo" (2021) para Bugaboo[7]
- "All Night Play" (2021) para Bugaboo[7]